# Chiesa di San Pietro Maggiore
La chiesa di San Pietro Maggiore o chiesa della Madonna dei Miracoli era il nome di due chiese di Lucca, entrambe distrutte.

## San Pietro in Cortina
La primitiva chiesa di  San Pietro in Cortina molto antica (alcune fonti ne parlano già nel 740) e si trovava a sud della città, al di fuori dell'antica cerchia muraria, ed aveva l'abside proprio dove oggi si trova l'attuale porta San Pietro. Fu distrutta nel 1513 per far posto alle nuove mura urbane.
Alla chiesa era unito un ospizio detto  San Pietro vecchio fuori le Mura, antecedente al 1095 e un ospedale detto  San Pietro nuovo fuori le Mura innalzato nel 1389. I due edifici furono uniti nel 1574 e poi abbattuti nel 1776.
Quando si dette atto alla distruzione della chiesa nel 1513, rimase in piedi della vecchia chiesa soltanto un pilone con su raffigurata un'effigie della Madonna. Allorché un operaio tentò di demolire il pilone, una grande fiamma lo investì, tramortendolo. Riferita la situazione al vescovo Sisto Gara Franciotti della Rovere, questi decise di lasciare intonso il pilone costruendovi intorno quello che oggi è l'oratorio della Madonnina.

## San Pietro Maggiore
Il titolo della chiesa venne ereditato da un nuovo edificio nell'odierna piazza Napoleone. Venne costruita dal 1515 e fu terminata il giorno di Natale del 1580. Nel 1588 vi venne trasferito un affresco miracoloso del XVI secolo, che era stato dipinto come ex voto dal soldato Francesco Cagnoli su Porta dei Borghi. Il murale venne poi trasferito nel 1813 nella chiesa di San Romano dove attualmente risiede.
Secondo le ricostruzioni la chiesa di San Pietro Maggiore era all'interno in ordine dorico a tre navate e dotata di una cupola. Per via dell'affresco miracoloso la chiesa era anche detta "della Madonna dei Miracoli".
La chiesa venne distrutta nel 1806 per volere di Elisa Bonaparte Baciocchi, principessa di Lucca, per realizzare una piazza che donasse maggior importanza all'adiacente Palazzo Ducale e che allo stesso tempo porgesse un omaggio a Napoleone, di cui Elisa Baciocchi era la sorella. Insieme alla chiesa furono distrutte le abitazioni, le poste, ed i magazzini del sale. Allo stesso destino sarebbe occorsa anche la collegiata di San Pietro di Massa. Nacque così piazza Napoleone. 